# Linus Okok Okwach
Linus Okok Okwach (ur. 20 października 1952 w Kisumu, zm. 12 września 2020 tamże) – kenijski duchowny rzymskokatolicki, w latach 1993-2002 biskup Homa Bay.

## Życiorys
Święcenia kapłańskie przyjął 10 grudnia 1980. 18 października 1993 został prekonizowany biskupem Homa Bay. Sakrę biskupią otrzymał 31 grudnia 1993. 20 lutego 2002 zrezygnował z urzędu.